# Nguyễn Chanh
Nguyễn Chanh (? - 1892) là Đề lĩnh của đội quân Can thứ trong cuộc khởi nghĩa Hương Khê (1885-1896) ở cuối thế kỷ 19 tại Việt Nam.

## Tiểu sử sơ lược
Nguyễn Chanh, thân thế không rõ, chỉ biết ông xuất thân từ nông dân lao động nghèo ở Hà Tĩnh.
Theo nhà cách mạng Phan Bội Châu thì khi quân Pháp mới kéo đến Hà Tĩnh, Nguyễn Chanh bèn đến xin gia nhập đội ngũ, rồi tình nguyện dẫn quân Pháp đi truy nã các nghĩa sĩ chống đối. Thế nhưng, trên đường đi, ông cùng với các bạn đồng chí hướng, bày rượu nhử cho quân Pháp uống say, rồi ra tay giết sạch, đoạt lấy hết súng, kéo về làm cuộc khởi nghĩa ở Can Lộc (Hà Tĩnh).
Tháng 7 năm 1885, vua Hàm Nghi chạy ra thành Tân Sở (Cam Lộ, Quảng Trị) ban dụ Cần Vương. Hưởng ứng, Đình Nguyên tiến sĩ Phan Đình Phùng bèn đứng ra kêu gọi các lực lượng kháng Pháp ở Hà Tĩnh cùng tập hợp lại, làm cuộc khởi nghĩa Hương Khê. Nguyễn Chanh cùng em là Nguyễn Trạch liền nhận lời tham gia.
Bị quân Pháp kéo đến đàn áp, lực lượng Hương Khê dần suy yếu. Đầu năm 1887, Phan Đình Phùng giao quyền chỉ huy cho Cao Thắng để ra Bắc đến các tỉnh Sơn Tây, Hải Dương, Bắc Ninh,...tìm sự hỗ trợ và liên kết lực lượng.
Cuối tháng 9 năm 1889, Phan Đình Phùng từ đất Bắc trở về gầy dựng lại phong trào kháng Pháp tại Hà Tĩnh. Sau khi tổ chức lại, đội quân của Nguyễn Chanh và Nguyễn Trạch trở thành là một trong 15 quân thứ của lực lượng Hương Khê, đó là Can thứ, phụ trách địa bàn huyện Can Lộc (Hà Tĩnh).
Kể từ đó, cùng với nghĩa quân Can thứ, hai ông tổ chức và tham gia nhiều trận tập kích, chống càn quét, làm tiêu hao phần nào sinh lực của đối phương. Nổi bật là trận:
- Trận phục kích quân Pháp tại làng Hốt (xã Phú Lộc, huyện Can Lộc) ngày 13 tháng 4 năm 1890.
- Trận đánh đồn Nam Huân và các vùng phụ cận kéo dài từ ngày 20 đến 25 tháng 10 năm 1890.
- Trận tập kích vào ty Thương chánh Can Lộc vào tháng 7 năm 1891.

Tháng 8 năm 1892, sau nhiều lần hành quân bố ráp mà vẫn chưa làm tan rã được lực lượng Hương Khê, Bộ chỉ huy quân Pháp liền điều thêm quân và đại bác để tiếp tục đi càn quét. Khi ấy, Phan Đình Phùng đang đóng quân tại Hội Trung, Cao Đạt đang đóng quân tại La Sơn, Bá hộ Thuận (Nguyễn Hữu Thuận) đang đóng quân ở Trại Chè, và Đốc Chanh (tức Nguyễn Chanh) đang đóng quân ở Thiền Thôn. Dò biết được, quân Pháp liền rầm rộ kéo nhau đi tấn công.
Cuộc chống trả đang có hiệu quả, thì Đốc Chanh bất ngờ bị nội gián. Ông rơi vào vòng vây và đã tử trận vào cuối tháng 8 năm 1892.
Sau này, khi kể về khởi nghĩa Hương Khê, ngoài thủ lĩnh Phan Đình Phùng, ông Phan Bội Châu chỉ nói đến có hai người nữa đó là Cao Thắng và Nguyễn Chanh. Đoạn viết về Nguyễn Chanh như sau:
Tới chiến trận, (Nguyễn) Chanh biết tránh mũi nhọn, nhằm đánh vào chỗ trễ nải (của đối phương), lấy thư thái đối địch với bọn đang mệt nhọc. (Lúc) lâm cơ thung dung, ứng biến nhanh như thần, có phong thái của danh tướng đời xưa...Tiếc thay! (Nguyễn) Chanh, (Cao)Thắng chết rồi, Hà Tĩnh không có danh tướng nữa...

## Sách tham khảo
- Phan Bội Châu, Việt Nam vong quốc sử. Nhà xuất bản Khoa học Xã hội, Hà Nội, 1982.
- Phạm Văn Sơn, Việt sử tân biên (quyển 5, tập trung). Tác giả tự xuất bản, Sài Gòn. 1963.
- Đinh Xuân Lâm-Nguyễn Văn Khánh-Nguyễn Đình Lễ, Đại cương lịch sử Việt Nam (tập 2). Nhà xuất bản Giáo dục, 2006.